# Trichophora albocalyptrata
Trichophora albocalyptrata là một loài ruồi trong họ Tachinidae.